# Township (Zuid-Afrika)

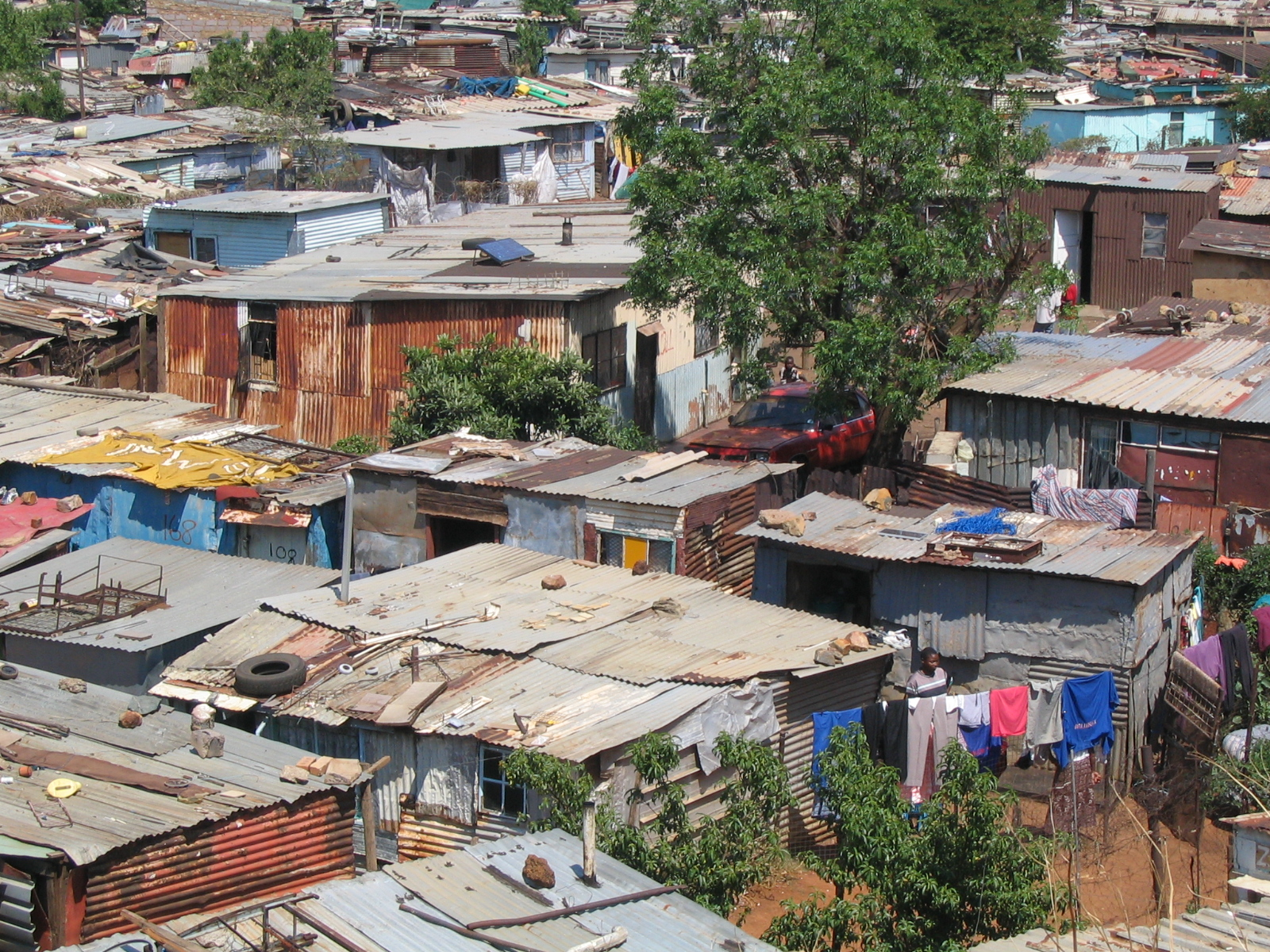
De township Soweto bestaat zowel uit hutjes...

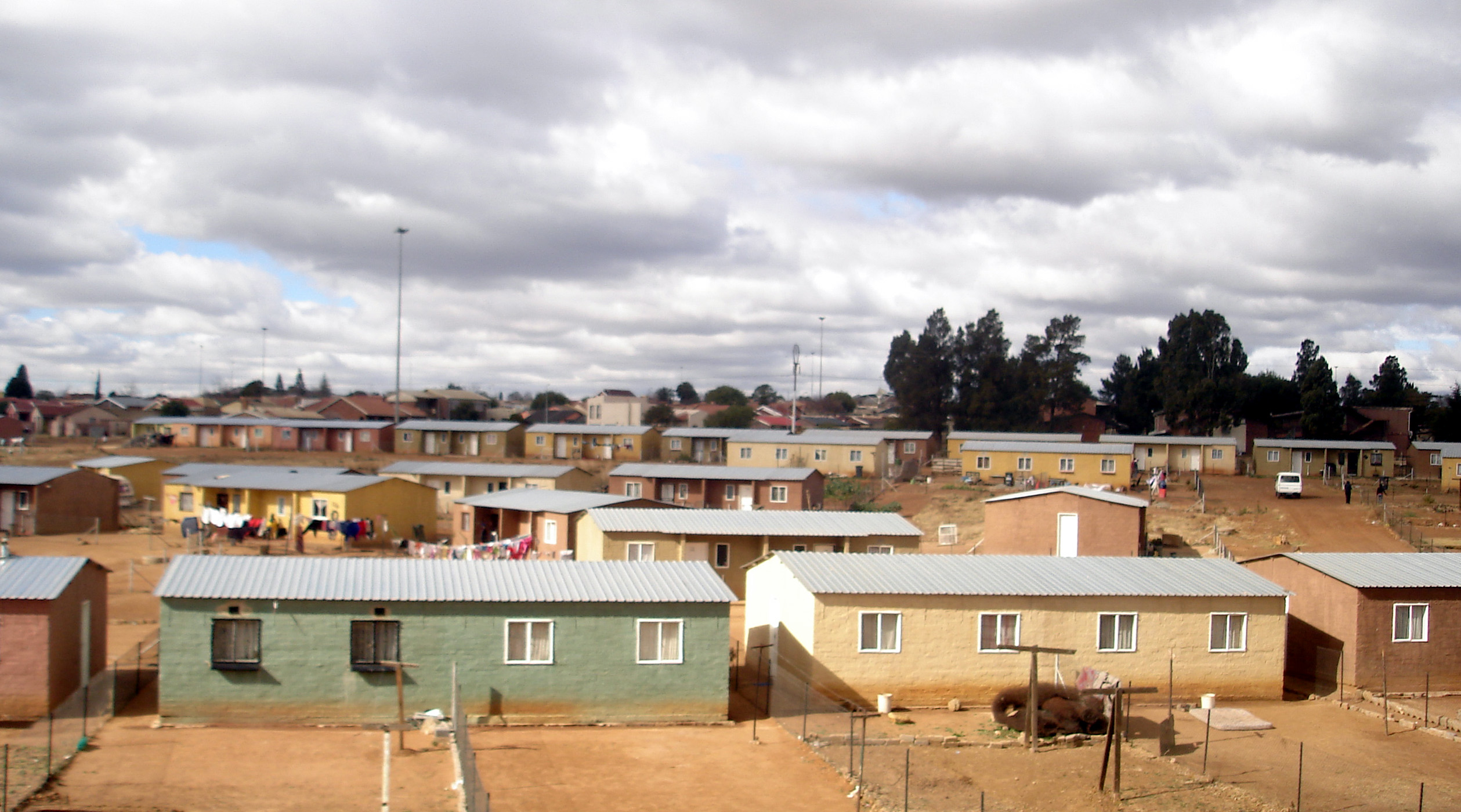
...als uit recente gebouwde woningcomplexen

De Zuid-Afrikaanse townships, Nederlands woonoord, ook wel: kasies, naar het Afrikaanse lokasies, zijn woongebieden aan de rand van de stad die tot de val van de apartheid voorzien werden voor "niet-blanke" inwoners, dus de zwarte bevolking, kleurlingen en Indiërs. Sinds de val van de apartheid en het aantreden van een nieuwe regering, op nationaal vlak het ANC, zijn er grote projecten  om de woonomstandigheden van de inwoners te verbeteren.
Er worden in een razend tempo huizen gebouwd, de infrastructuur wordt verbeterd en de dienstverlening: ziekenhuizen, politiekantoren, winkelcentra en openbaar vervoer, wordt uitgebouwd. De druk op de townships blijft evenwel zeer hoog, onder andere door een grote instroom van immigranten uit arme regio's, zoals de Oost-Kaap, en uit het buitenland: Congo, Mozambique en Zimbabwe. Grote delen bestaan daarom nog steeds uit hutjes.
Bekende grote townships zijn:
- Soweto en Alexandra, beide bij Johannesburg,
- Guguletu en Khayelitsha nabij Kaapstad,
- Atteridgeville, Ga-Rankuwa, Mabopane en Mamelodi nabij Pretoria,
- Mdantsane bij Oos-Londen.